# ラウリ・ヴァインマー
ラウリ・ヴァインマー（エストニア語: Lauri Väinmaa、1961年8月2日 - ）は、ソビエト連邦出身のピアノ奏者。

## 経歴
タリンで生まれた。地元のタリン音楽高等学校でルータ・タラスとブルノ・ルックにピアノを学び、1979年に卒業。その後タリン音楽院に進み、引き続きルックの下で研鑽を積んだ。1982年に卒業後は、1985年までモスクワ音楽院に在籍し、レフ・ヴラセンコとミハイル・プレトニョフの薫陶を受けた。
1985年からタリン音楽高等学校で教鞭をとり、1987年からエストニア音楽院のピアノ科でも講師を務めるようになったが、1990年から翌年にかけてロンドン王立音楽院に留学してクリストファー・エルトンの下で研鑽を積んだ。1997年にはエストニア音楽院で修士号を取得。

## 家族・親族
- 母：ヴィーヴァもピアニスト。